# Сухоруков, Николай Николаевич (пловец)
Николай Николаевич Сухоруков (младший) (1931, Москва — Москва, Россия) — советский пловец и ватерполист. Чемпион СССР по водному поло (1950) и двукратный чемпион в плавании вольным стилем (1954). Мастер спорта СССР.

## Биография
Родился в Москве в спортивной семье. Отец — Николай Николаевич Сухоруков (1900—1956) был неоднократным чемпионом и рекордсменом СССР в плавании, первым директором зимнего бассейна № 1. Мать — Лидия Алексеевна Фёдорова-Сухорукова была двукратной победительницей Всесоюзной Спартакиады 1928 года, неоднократной рекордсменкой страны по плаванию и заслуженным тренером СССР.
Играл в водное поло за ВМС (Ленинград). Чемпион СССР (1950).
Специализировался в плавании вольным стилем.
Чемпион СССР на дистанции 400 м вольным стилем и эстафете 4×200 м вольным стилем (1954).
На чемпионате Европы 1954 года в Турине стал бронзовым медалистом в эстафете 4×200 метров вольным стилем.
Судья международной категории. Работал председателем Всесоюзной коллегии судей, был членом президиума Федерации плавания СССР.
Работал директором спортивного комплекса «Олимпийский» (Москва) с 1986 по 2002 годы.

## Награды
- Благодарность Президента Российской Федерации (6 января 1997) — за высокие спортивные достижения на XXVI летних Олимпийских играх 1996 года[8]